# عبيد بن أيوب العنبري
عبيد بن أيوب العنبري التميمي من أشهر لصوص العرب في زمانه من بني مالك بن جندب بن العنبر من تميم يكنى أبا المطراد، عاصر الدولة الأموية، والدولة العباسية، جنى جناية فطلبه السلطان وأباح دمه، فهرب في مجاهيل الأرض، وله شعر بلغ ما عثر عليه أكثر من مائتي وثلاثين بيتاً، وذكر في شعره أنه كان يرافق الغول والسعلاة، ويبايت الذئاب والأفاعي، ويأكل مع الظباء والوحش، ومن ذلك قوله: